# Chrysosoma crinicorne
Chrysosoma crinicorne är en tvåvingeart som beskrevs av Christian Rudolph Wilhelm Wiedemann 1824. Chrysosoma crinicorne ingår i släktet Chrysosoma och familjen styltflugor. Inga underarter finns listade i Catalogue of Life.